# رودودندران (اورگن)
رودودندران (به انگلیسی: Rhododendron) یک منطقهٔ مسکونی در ایالات متحده آمریکا است که در شهرستان کلاکاماس، اورگن واقع شده‌است.